# Il diavolo e l'acquasanta
Il diavolo e l'acquasanta è un film del 1983, diretto da Bruno Corbucci.

## Trama
Bruno Marangoni, ex centravanti della Roma, è caduto in disgrazia dopo aver abbandonato il calcio a causa di una serie di infortuni, ed ora vive di espedienti e piccole truffe. 
Arriva perfino spesso a simulare il suicidio minacciando di gettarsi dal Colosseo, e nell'ultima circostanza viene "salvato" da don Gaetano, un prete ex scalatore, parroco di un paesello del Lazio.
Marangoni decide quindi di traslocare con la provocante compagna nella sacrestia del povero parroco, colpevole di averlo salvato e quindi, a suo modo di vedere, in dovere di ospitarlo.
Don Gaetano, grande appassionato di calcio e con a cuore le sorti della sfortunata squadra del Castelfranco, cerca di avere un tornaconto dal suo scomodo ospite invitandolo a diventare allenatore-giocatore della squadra. Marangoni è tuttavia intenzionato soltanto a portare scompiglio nella comunità con una serie di truffe in attesa del grande colpo che possa sistemarlo per sempre. In realtà, al di là di questo subdolo fine, a frenarlo è la sua ritrosia verso il mondo del pallone, che l'aveva portato dagli altari alle polveri. Ma a poco a poco, un po' per convenienza, un po' per il richiamo della passione, Marangoni accetta la proposta di Don Gaetano, e risolleva, da solo allenatore, le sorti della squadra portandola in "zona promozione", pur continuando le sue attività losche.
Quando il bottino accumulato è interessante ma le sue truffe più grandi vengono scoperte, Marangoni abbandona la squadra alla vigilia dell'incontro decisivo verso nuovi lidi. Tuttavia, mentre è in fuga, non resiste ad aggiornarsi sull'autoradio sull'andamento del match-promozione: sentendo che la sua squadra perde tre a zero, inverte la marcia e torna al campo sportivo. Caso vuole che il capitano dell'altra squadra dilettantistica sia un ex professionista che fu a suo tempo l'autore del becero fallo che gli aveva di fatto rovinato la carriera.
Marangoni arriva all'inizio del secondo tempo e scende in campo di persona. Sbeffeggia l'odiato avversario e segna i quattro spettacolari gol, l'ultimo a tempo scaduto, che regalano a Don Gaetano la promozione ed a lui, in lacrime, la vera rivincita con la vita.

## Produzione
Il film venne girato interamente nei dintorni di Roma.
La sequenza della truffa al ristoratore è stata girata ad Anguillara Sabazia, presso il ristorante “Lo chalet del lago”.
Il campo di calcio della squadra del Castelfranco allenata da Marangoni (Tomas Milian) è quello del Bracciano, in via Santa Lucia.
La casa in cui vive don Gaetano (Piero Mazzarella), oggi un agriturismo, è in via Lazio 52 a Manziana.